# 亞倫 (烏克蘭)
50°32′36″N 27°27′58″E / 50.54333°N 27.46611°E

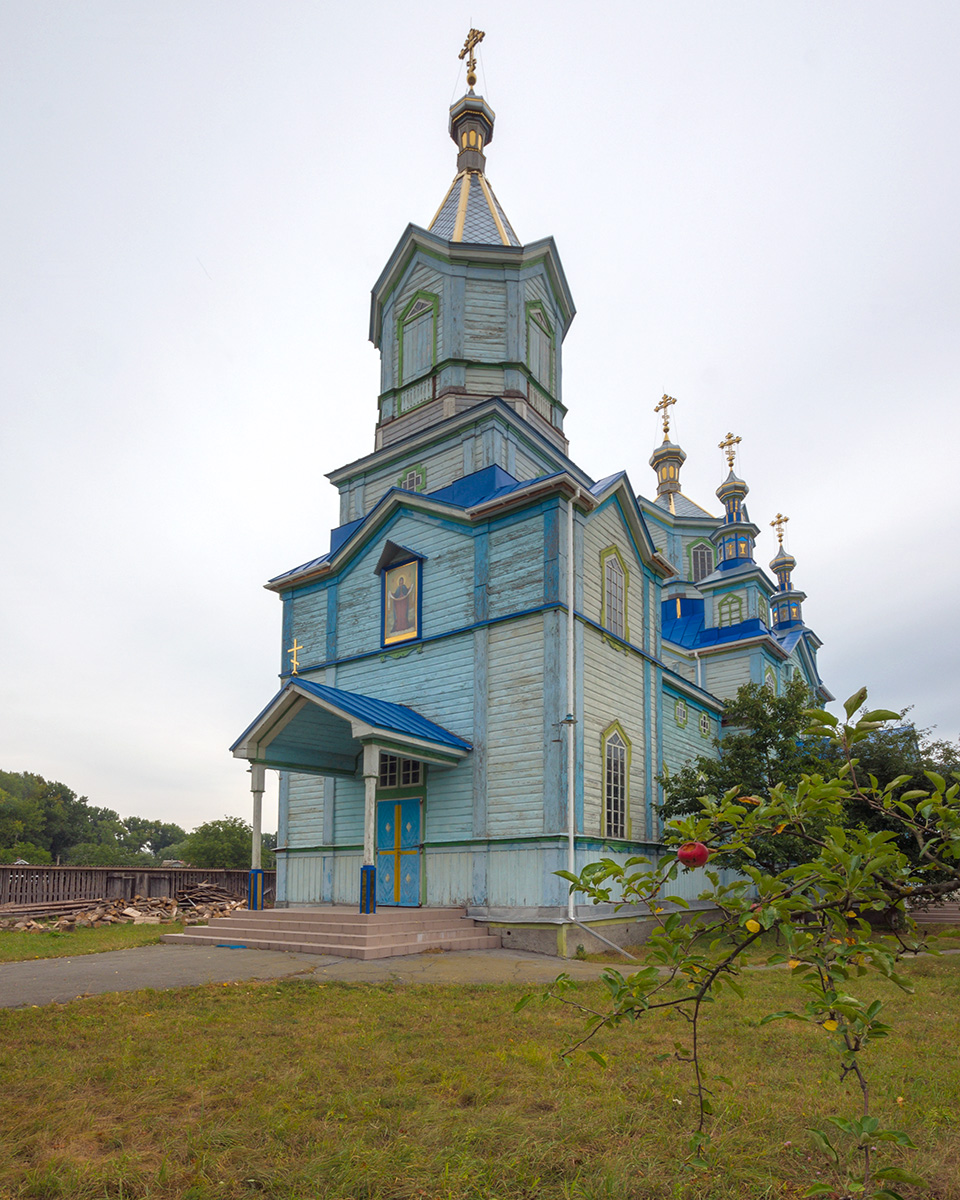
教堂

亞倫（羅馬化：Yarun）是烏克蘭北部日托米爾州茲維亞赫爾區亚伦市镇内的村落及其行政中心。始建於1540年，面積6.54平方公里，海拔高度214米，2001年人口2,995，人口密度每平方公里457.74人。